# Кривая блеска
Кривая блеска — функция изменения блеска астрономического объекта во времени. Данное понятие применимо как к самосветящимся объектам (звёздам), так и к объектам, отражающим свет близлежащего светила (Солнца, звезды). В роли таких объектов могут выступать планеты, их спутники, астероиды и др.

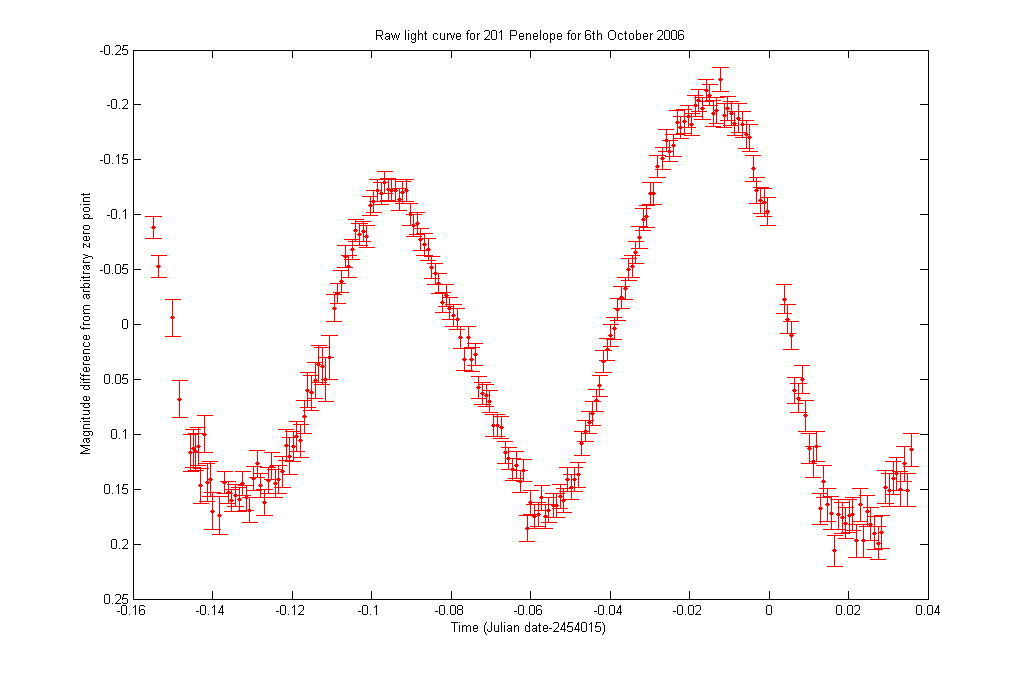
Рис. 1. Кривая блеска астероида (201) Пенелопа

## Определение и значение
Изменение блеска тела Солнечной системы обычно вызвано изменением взаимного положения тела, Солнца и Земли (наблюдателя на Земле) вследствие движения тел по орбитам (изменение фазового угла тела), а также вращением тела вокруг собственной оси (если на поверхности тела имеются области с разным альбедо, или если форма тела такова, что площадь его миделя изменяется при вращении). В последнем случае кривая блеска позволяет установить период вращения тела на время наблюдения.
У переменных звёзд изменение блеска часто связано с пульсациями звезды, с движением вокруг неё менее яркой звезды-компаньона (затменная переменность) и с другими причинами. Кроме того, сравнительно слабые изменения блеска звезды могут свидетельствовать о наличии у неё планет, поэтому анализ кривой блеска лежит в основе транзитного метода поиска экзопланет.

Для некоторых звёзд переменность можно определить невооружённым глазом; чтобы получить кривые блеска многих других, достаточно инструментов любительской астрономии. Кривая блеска звезды позволяет определить целый ряд её физических параметров. Например, в случае затменных переменных имеется возможность определить период обращения, продолжительность затмения и его полной фазы, отношение блеска компонентов, отношение их температур, отношение радиуса звезды к радиусу относительной орбиты для каждого из компонентов. При наличии у звезды планеты, а также для малых тел Солнечной системы, амплитуда изменения блеска составляет лишь доли процента от средней величины блеска. Поэтому в таких случаях снятие кривой блеска требует использования больших телескопов. 

## Кривые блеска двойных звёзд

### Эффект отражения

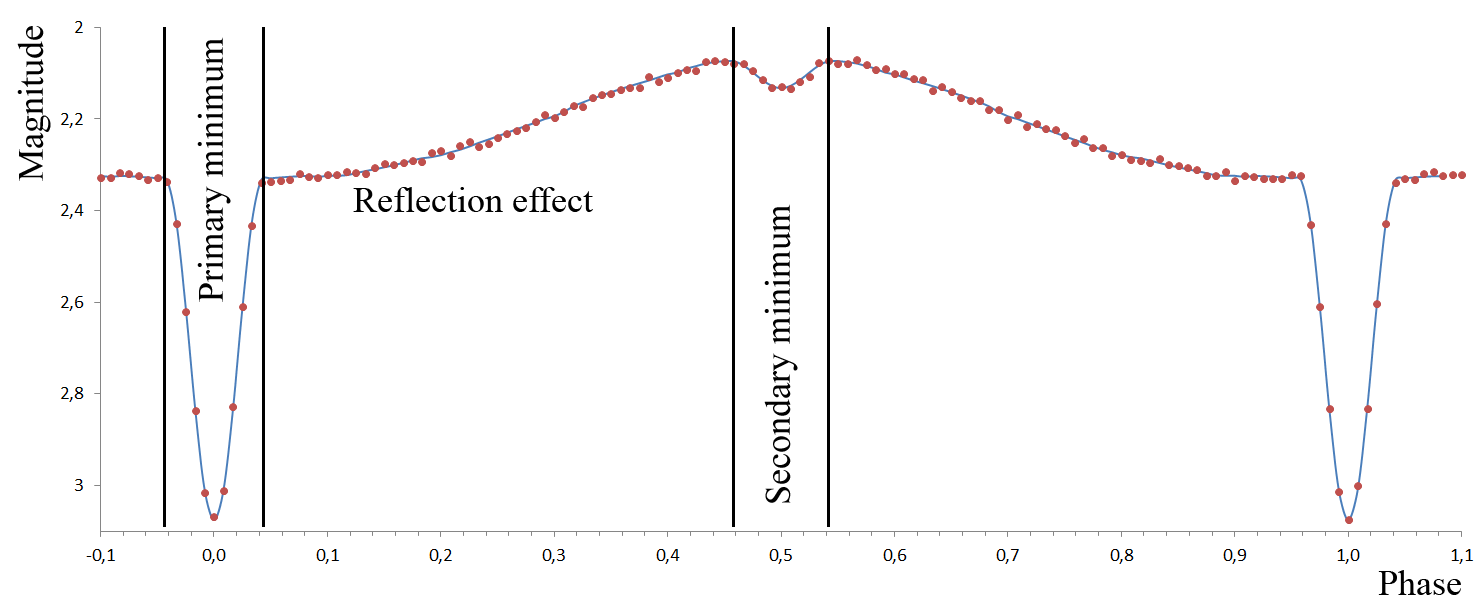
Рис. 2. Кривая блеска тесной затменно-переменной системы

Рис. 2 иллюстрирует вид кривой блеска затменно-переменной двойной системы с небольшим расстоянием между компонентами, в которой имеется горячий компактный объект (белый карлик) и холодная звезда главной последовательности. По оси абсцисс отложена фаза: фаза, равная нулю и единице, соответствует ситуации, когда холодный спутник располагается ближе всего к наблюдателю, а горячий белый карлик — дальше всего от наблюдателя позади спутника. По оси ординат отложен относительный блеск системы в звёздных величинах. Кривая блеска подобна кривой блеска предкатаклизмической переменной UU Sagittae, центральной звезде планетарной туманности Abell 63.
Область, обозначенная на рисунке Primary minimum, соответствует главному минимуму блеска: яркий белый карлик находится в затмении, наблюдатель видит лишь тусклый холодный спутник, поэтому суммарный блеск системы минимален. Повышение блеска по краям области соответствует частичному затмению белого карлика. По мере того, как при орбитальном обращении белый карлик выходит из-за спутника, наблюдатель видит всё увеличивающуюся долю его диска, и блеск системы возрастает. Фаза 0,5 соответствует положению, когда белый карлик и спутник меняются местами: белый карлик располагается перед спутником и проходит по его диску в процессе орбитального движения. При этом затмевается некоторая часть диска спутника, и на кривой блеска появляется вторичный минимум (обозначен на рисунке как Secondary minimum). Поскольку затмеваемая область спутника невелика и имеет низкую (по сравнению с белым карликом) температуру, то её блеск невелик; в результате вторичный минимум не так глубок, как главный минимум.
На кривой наблюдается плавное повышение блеска от первичного минимума к вторичному: так проявляет себя эффект отражения (англ. Reflection Effect). Благодаря близости звёзд, горячий белый карлик разогревает обращённую к нему полусферу спутника до значительных температур, поэтому обращённая к белому карлику полусфера спутника горячее и ярче противоположной полусферы. В процессе орбитального движения фаза спутника для внешнего наблюдателя меняется: в области главного минимума к наблюдателю обращена преимущественно более холодная полусфера, тогда как в области вторичного минимума наблюдатель видит в основном горячую полусферу спутника. Это приводит к значительному повышению блеска системы в области вторичного минимума.

### Эллиптичность компонентов

Рис. 3. Кривая блеска затменной системы с эллиптическими компонентами

Рис. 3 иллюстрирует вид кривой блеска β Lyr — затменной двойной системы с эллиптическими компонентами. По оси абсцисс отложены дни, по оси ординат отложен блеск системы в звёздных величинах. Система состоит из звёзд разной яркости и радиуса. Более массивная из звёзд окружена аккреционным диском. Диск образовался из вещества, перетекающего с менее массивного компонента, который заполнил свою полость Роша. Плавное изменение яркости между минимумами свидетельствует о деформации компонент: вследствие близости звёзд их фигуры деформируются под воздействием приливных сил, утрачивая сферическую форму и вытягиваясь навстречу друг другу. По мере орбитального движения, когда система приближается к затмению, видимая проекция звёзд на небесную сферу уменьшается, и блеск системы падает. После выхода из затмения площадь видимой проекции, наоборот, растёт, а с ней растёт и блеск системы. Система имеет наибольшую яркость в фазе, близкой к середине между минимумами, когда компоненты обращены к наблюдателю боком и их видимая проекция на небесную сферу имеет наибольшую площадь. Вклад в плавное изменение блеска вносит и аккреционный диск.